# Люсьєн Ледюк
Люсьєн Ледюк (фр. Lucien Leduc, 30 грудня 1918, Ле-Портель — 17 липня 2004, Ансі) — французький футболіст, що грав на позиції півзахисника. По завершенні ігрової кар'єри — тренер.
Виступав, зокрема, за«Рубе-Туркуен», з яким став чемпіоном Франції та «Расінг» (Париж), вигравши у його складі національний кубок. Також виступав за кордоном у «Венеції», ставши першим французом в італійській Серії А. Як тренер увійшов в історію «Монако», під керівництвом якого клуб спочатку здобув перший трофей, вигравши Кубок Франці у 1960 році, а наступного року вперше у своїй історії став чемпіоном Франції.

## Клубна кар'єра
Народився 30 грудня 1918 року в місті Ле-Портель. Вихованець футбольної школи клубу «Стад Портелуа» з рідного міста.
У дорослому футболі дебютував 1937 року виступами за команду «Булонь», в якій провів два сезони, взявши участь у 55 матчах Другого дивізіону.
1939 року з початком Другої світової війни повноцінний чемпіонат Франції припинився, натомість проводились окремі футбольні турніри в різних регіонах країни, де і грав Ледюк за такі клуби як «Монпельє», «Сет», «Ексельсіор» (Рубе), «Клермон» та «Парі-Капіталь», вигравши 1942 року із «Сетом» чемпіонат Вільної зони, частини країни, якою керував режим Віші.
Після завершення війни 1945 року став гравцем столичного «Ред Стара», з яким  виступав у вищому дивізіоні відновленого чемпіонату Франції, а також дійшов до фіналу Кубка Франції, в якому незважаючи на гол Ледюка, його команда зазнала поразки від «Лілля» з рахунком 2:4.
1946 року Ледюк став гравцем клубу «Рубе-Туркуен», з яким виграв чемпіонат Франції 1946/47, після чого перейшов у «Расінг» (Париж), з яким став володарем Кубка Франції у 1949 році.
Своєю грою за останню команду привернув увагу представників тренерського штабу італійського клубу «Венеція», до складу якого приєднався 1949 року, ставши першим французом в італійській Серії А. У першому сезоні Люсьєн зіграв у 21 матчі чемпіонату і забив 1 гол, але команда посіла останнє 20 місце і понизилась у класі, втім француз залишився в команді ще на рік, зігравши 23 ігри у Серії В, втім повернути команду до еліти не зумів, вона стали лише шостою.
1951 року Ледюк повернувся до рідної країни, де спочатку відіграв шість місяців за «Сент-Етьєн», зігравши свої останні 11 ігор у вищому дивізіоні, а потім завершив ігрову кар'єру як граючий тренер у нижчоліговому «Ансі», де перебував протягом 1951—1956 років.

## Виступи за збірну
7 квітня 1946 року дебютував в офіційних іграх у складі національної збірної Франції в товариському матчі проти збірної Чехословаччини, який закінчився перемогою французів з рахунком 3:0. Згодом протягом наступних кількох місяців зіграв ще у трьох товариській іграх за збірну, забивши гол у матчі з Австрією (3:1).

## Кар'єра тренера
Як тренер розпочав роботу у «Ансі», де працював до 1968 року з перервою на роботу у «Венеції».
Згодом протягом 1958—1963 років очолював тренерський штаб «Монако». Під його керівництвом в сезоні 1959/60 клуб виграв Кубок Франції, здобувши перемогу в фіналі над «Сент-Етьєном» з рахунком 4:2. Це став перший трофей клубу в історії. Цей успіх був підкріплений в наступному році, коли клуб вперше в своїй історії переміг у французькому чемпіонаті, отримавши можливість взяти участь у боротьбі за Кубок чемпіонів УЄФА і таком чином дебютувати у єврокубках. Сезон 1962/63 команда розпочала з перемоги в міжнародному товариському турнірі — кубку Терези Еррери, обігравши у фіналі бразильський клуб «Васко да Гама». Того ж сезону під керівництвом Ледюка клуб вдруге переміг у чемпіонаті і завоював свій другий кубок Франції, зробивши таким чином «золотий дубль», ставши лише шостим клубом в історії французького футболу, який зумів отримати таке досягнення.
1963 року Ледюк прийняв пропозицію попрацювати у швейцарському клубі «Серветт», з яким він став віце-чемпіоном Швейцарії в 1966 році і двічі (1965 і 1966) виходив у фінал кубка, але так і не зміг виграти з клубом жоден титул, залишивши женевську команду 1966 року.
Після цього протягом 3 років Люсьєн був головним тренером збірної Алжиру, з якою кваліфікувався на Кубок африканських націй 1968 року, вигравши усі матчу відбору, що стало історичним першим виходом збірної на континентальну першість. Втім у фінальній стадії алжирці виступили невдало і не змогли вийти з групи.

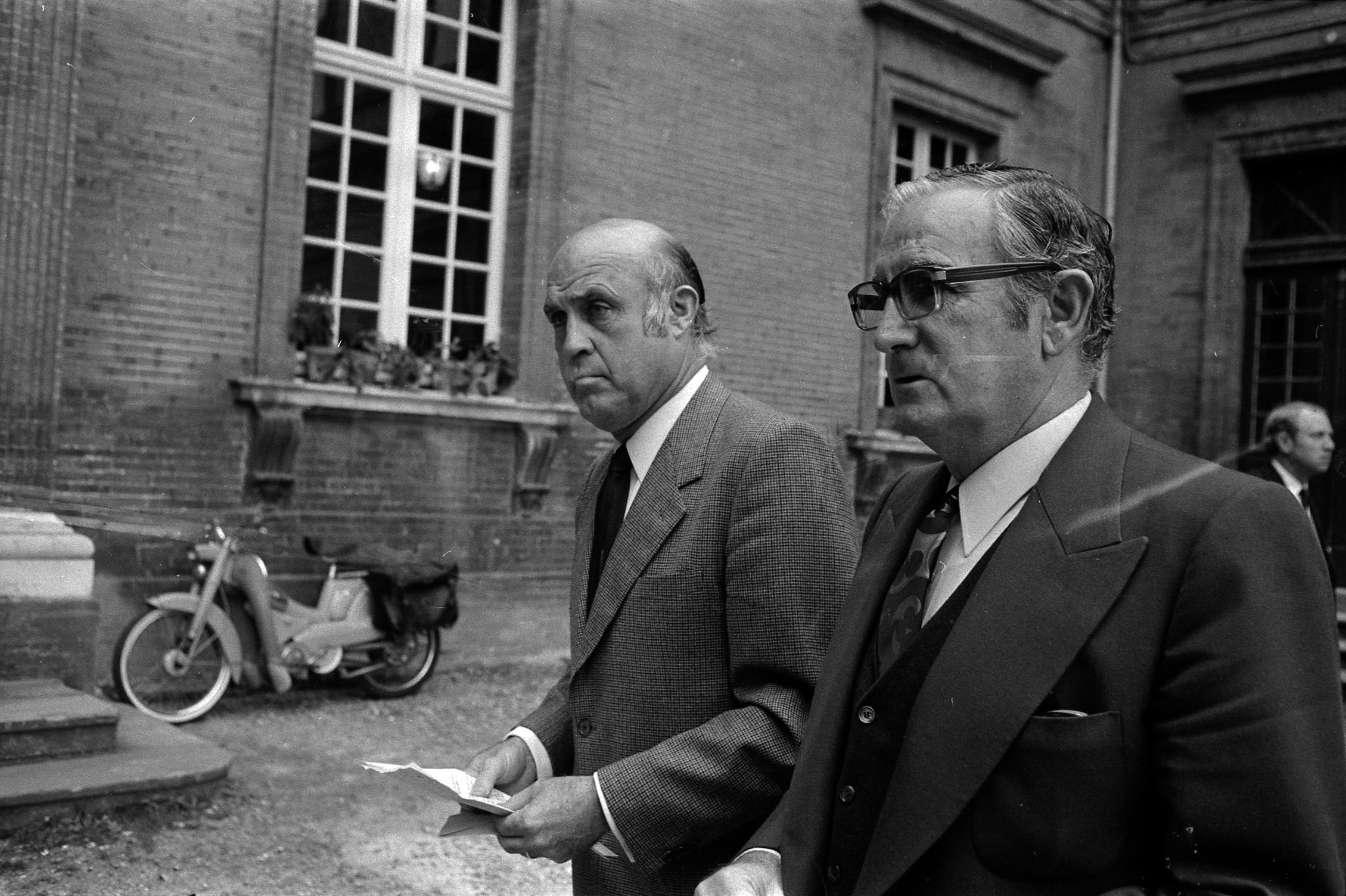
Люсьєн Ледюк (ліворуч) та Маріо Дзателлі у 1971 році.

У 1969 році Ледюк повернувся до французького Дивізіону 1, де спочатку тренував «Анже», а у грудні 1970 року очолив «Марсель». Там він змінив Маріо Дзателлі, якого президент клубу Марсель Леклер несподівано перевів на посаду спортивного директора в середині вдало розпочатого сезону. Ледюк зумів продовжити вдалі виступи і привести команду до перемоги у чемпіонаті Франції 1970/71, а також дійшов до півфіналу в Кубку. У наступному сезоні 1971/72 «Марсель» продовжив показувати хороші результати і виграв чемпіонат та кубок, однак Ледюк був звільнений Леклером за два місяці до кінця сезону у березні 1972 року, коли клуб йшов на першому місці, маючи на сім очок більше, ніж найближчий переслідувач, та був замінений назад його попередником Дзателлі, який вже і здобув «золотий дубль».
1970 року був запрошений керівництвом клубу «Марсель» очолити його команду, з якою пропрацював до 1972 року.
З вересня 1972 і по червень 1974 року Ледюк очолював тренерський штаб команди «Реймс», після чого працював за кордоном з марокканським «Відадом» з Касабланки та бельгійським «Стандардом» (Льєж).
На початку 1977 року Ледюк повернувся до «Монако», яке після уходу Люсьєна не лише більше жодного разу не виграло чемпіонат, але і вилетіло до другого дивізіону. Повернувшись до клубу, Ледюк зміг в першому ж сезоні 1976/77 вивести «Монако» назад до Дивізіону 1, а наступного року і виграти титул чемпіона Франції. Через рік, в 1979 році, він оголосив про завершення тренерської кар'єри, але через 4 роки знову повернувся до тренерської роботи, очоливши столичний «Парі Сен-Жермен», який привів у сезоні 1983/1984 на четверте місце у чемпіонаті Франції.
Помер 17 липня 2004 року на 86-му році життя у місті Ансі.

## Титули і досягнення

### Як гравця
- Чемпіон Франції (1):

«Рубе-Туркуен»: 1946/47
- Володар Кубка Франції (1):

«Расінг» (Париж): 1948/49

### Як тренера
- Чемпіон Франції (4):

«Монако»: 1960/61, 1962/63, 1977/78
«Марсель»: 1970/71
- Володар Кубка Франції (2):

«Монако»: 1959/60, 1962/63
- Володар Суперкубка Франції (2):

«Монако»: 1961
«Марсель»: 1971